# 그레이엄 내시
그레이엄 내시(영어: Graham Nash, OBE, 1942년 2월 2일 ~ )는 잉글랜드의 싱어송라이터이다.
1997년 로큰롤 명예의 전당에 크로스비, 스틸스, 내시 & 영의 구성원으로서 헌액되었으며, 2010년에 홀리스의 구성원으로 다시 올라 2중 헌액자로 기록되었다.

## 서훈
- 2010년 대영 제국 훈장 4등급(OBE) 수훈[1]